# Villafranca Montes de Oca
Villafranca Montes de Oca – gmina w Hiszpanii, w prowincji Burgos, w Kastylii i León, o powierzchni 52,45 km². W 2011 roku gmina liczyła 132 mieszkańców.